# Папська сім'я
Папська сім'я (італ. famiglia pontificia) — позначення всіх посадових осіб які підтримують Папу Римського як голову держави Ватикан. Папська сім'я складається з кліру та мирян. Разом з Папською капелою, тобто духовенством, яке допомагаює папі у виконанні своїх обов'язків — утворюють Папський дім. Папа назначає членів Папського дому як правило на 5 років.
| Історія | Це незавершена стаття з історії. Ви можете допомогти проєкту, виправивши або дописавши її. |